# Lake Grove
Lake Grove ist ein Village der Town Brookhaven im Suffolk County des US-Bundesstaates New York. Es liegt auf Long Island.

## Geschichte
Das Gebiet von Lake Grove wurde im frühen 18. Jahrhundert entlang der Middle Country Road besiedelt, die damals Teil des Old Kings Highway war, ursprünglich ein Fußweg der Ureinwohner. Das erste Kirchengebäude der Gemeinde, das 1818 erbaut wurde, war die First Congregational Church of New Village. Das Gebäude, das 2002 in das National Register of Historic Places aufgenommen wurde, ist erhalten geblieben und auf dem Gemeindesiegel abgebildet. 1870 wurde in Lake Grove das erste Postamt eingerichtet, das die Post von und zum Bahnhof Lakeland (der 1883 eingestellt wurde) mit Pferd und Wagen beförderte. Das Gebiet wurde verschiedentlich als Lakeland, Lakeville, New Village, Ronkonkoma oder West Middle Island bezeichnet, bis man sich Mitte des 19. Jahrhunderts auf den Namen Lake Grove einigte, nach den Baumgruppen in der Nähe des Lake Ronkonkoma.
Im frühen 20. Jahrhundert wurde der Lake Ronkonkoma zu einem beliebten Erholungsgebiet, was dazu führte, dass viele kleine Sommerhäuser an den privaten Straßen von Lake Grove gebaut wurden. Im Jahr 1921 wurde im östlichen Teil des Gebiets ein neues Postamt errichtet, das den Namen Centereach erhielt. Die nächste bedeutende Wohnsiedlung, die in Lake Grove gebaut wurde, hieß Brook Lawn und befand sich an der Stony Brook Road, die später zu Stony Brook wurde. Weitere Siedlungen folgten und die Bevölkerung von Lake Grove wuchs schnell an. Im Jahr 1954 wurde mit dem neu gebauten Nesconset Highway eine wichtige kommerzielle Kreuzung in Lake Grove geschaffen, die 1968 zum Bau der Smith Haven Mall führte, was bei den Anwohner zu Sorgen über die Auswirkungen der neuen Geschäfte und den zunehmenden Verkehr in ihrer Gemeinde führte. Um die lokale Kontrolle über die Zoneneinteilung und Planung zu erlangen, wurde Lake Grove am 9. September 1968 zu einer eigenständigen Gemeinde.

## Demografie
Laut einer Schätzung von 2019 leben in Lake Grove 11.056 Menschen. Die Bevölkerung teilt sich im selben Jahr auf in 88,4 % Weiße, 1,5 % Afroamerikaner, 6,1 % Asiaten und 1,5 % mit zwei oder mehr Ethnizitäten. Hispanics oder Latinos aller Ethnien machten 9,0 % der Bevölkerung aus. Das mittlere Haushaltseinkommen lag bei 114.676 US-Dollar und die Armutsquote bei 4,1 %.

## Persönlichkeiten
- Arthur Holmes Howell (1872–1940), Zoologe
- Jon Bellion (* 1990), Sänger
- Joe Scally (* 2002), Fußballspieler